# Carrie Russell
Pour les articles homonymes, voir Russell.
Carrie Russell (née le 18 octobre 1990) est une athlète jamaïcaine, spécialiste des épreuves de sprint, ainsi qu'une bobeuse.

## Biographie
En 2006, aux championnats du monde juniors de Pékin, elle se classe troisième des épreuves du 100 m et du relais 4 × 100 m.
Elle remporte le titre du 100 m lors des Universiades d'été de 2011, à Shenzhen en Chine, en portant son record personnel sur la distance à 11 s 05. Lors de cette compétition, elle s'adjuge également la médaille de bronze au titre du relais 4 × 100 m.
Lors des championnats du monde 2013, à Moscou, elle remporte la médaille d'or du relais 4 × 100 m, en 41 s 29 (meilleure performance de l'année), en compagnie de Kerron Stewart, Schillonie Calvert et Shelly-Ann Fraser-Pryce

## Palmarès
| Date | Compétition                   | Lieu             | Résultat | Épreuve   | Temps   |
| ---- | ----------------------------- | ---------------- | -------- | --------- | ------- |
| 2006 | Championnats du monde juniors | Pékin            | 3e       | 100 m     | 11 s 42 |
| 2006 | Championnats du monde juniors | Pékin            | 3e       | 4 × 100 m | 42 s 22 |
| 2011 | Universiade                   | Shenzhen         | 1re      | 100 m     | 11 s 05 |
| 2011 | Universiade                   | Shenzhen         | 3e       | 4 × 100 m | 43 s 57 |
| 2013 | Championnats du monde         | Moscou           | 1re      | 4 × 100 m | 41 s 29 |
| 2013 | Ligue de diamant              | Ligue de diamant | 5e       | 100 m     | détails |
| 2014 | Relais mondiaux de l'IAAF     | Nassau           | 2e       | 4 × 100 m | 42 s 28 |

## Records
| Épreuve | Performance | Lieu   | Date         |
| ------- | ----------- | ------ | ------------ |
| 100 m   | 10 s 98     | Zürich | 29 août 2013 |